# Öar i strömmen
Öar i strömmen (engelska: Islands in the Stream) är en roman av Ernest Hemingway. Den publicerades postumt år 1970, ungefär nio år efter författarens död i juli 1961.